# Harry P. Beam
Harry Peter Beam (* 23. November 1892 in Peoria, Illinois; † 31. Dezember 1967 in Chicago, Illinois) war ein US-amerikanischer Politiker. Zwischen 1931 und 1942 vertrat er den Bundesstaat Illinois im US-Repräsentantenhaus.

## Werdegang
Im Jahr 1899 kam Harry Beam mit seinen Eltern nach Chicago. Später besuchte er die St. Mary’s School in Marshalltown (Iowa) und die Holy Family School in Chicago. Im Jahr 1912 absolvierte er das St. Ignatius College, ebenfalls in Chicago. Nach einem anschließenden Jurastudium an der dortigen Loyola University und seiner 1916 erfolgten Zulassung als Rechtsanwalt begann er in Chicago in diesem Beruf zu arbeiten. Während des Ersten Weltkrieges diente er zwischen Mai und Dezember 1918 in der US Navy. Zwischen 1923 und 1927 war er als Assistant Corporation Counsel Mitglied der Beraterkommission der Stadt Chicago. Gleichzeitig schlug er als Mitglied der Demokratischen Partei eine politische Laufbahn ein.
Bei den Kongresswahlen des Jahres 1930 wurde Beam im vierten Wahlbezirk von Illinois in das US-Repräsentantenhaus in Washington, D.C. gewählt, wo er am 4. März 1931 die Nachfolge von Thomas A. Doyle antrat. Nach fünf Wiederwahlen konnte er bis zu seinem Rücktritt am 6. Dezember 1942 im Kongress verbleiben. Seit 1941 war er Vorsitzender des Committee on Memorials. Während seiner Zeit im Kongress wurden dort seit 1933 die New-Deal-Gesetze der Bundesregierung unter Präsident Franklin D. Roosevelt verabschiedet. Seit 1941 war auch die Arbeit des Kongresses von den Ereignissen des Zweiten Weltkrieges geprägt.
Beams Rücktritt erfolgte nach seiner Wahl zum städtischen Richter in Chicago. Nach mehreren Wiederwahlen übte er dieses Amt bis 1964 aus. Außerdem praktizierte er noch als privater Rechtsanwalt. Seit 1964 lebte Harry Beam im Ruhestand. Er starb am 31. Dezember 1967 in Chicago, wo er auch beigesetzt wurde.